# Euchromatin

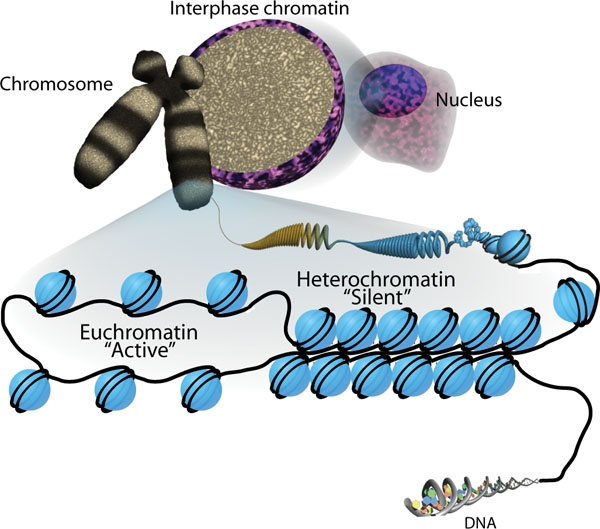
Unterschied zwischen Euchromatin und Heterochromatin

Das Euchromatin stellt die Bereiche des aufgelockerten Chromatingerüsts im Karyoplasma einer Zelle dar. Im Gegensatz zum Heterochromatin liegt die Desoxyribonucleinsäure (DNA) hier in weniger dicht gepackter Form vor. Im Euchromatin befinden sich die meisten Gene und fast die gesamte Genaktivität. Zum Teil sind hier die Doppelstränge der DNA durch Enzyme zu parallelen Einzelsträngen aufgetrennt.

## Struktur

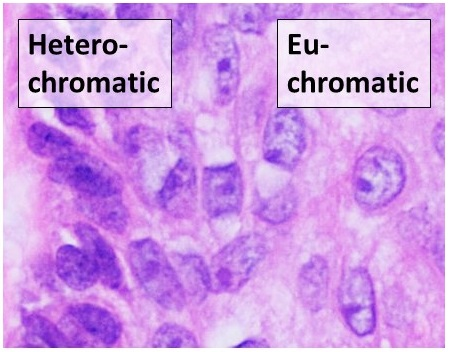
Heterochromatin und Euchromatin unter dem Mikroskop

Euchromatin besteht aus Untereinheiten, die man Nucleosome nennt. Sie sind im Kern aus den vier Histon-Paaren H3, H4, H2A und H2B aufgebaut. Die Histonen besitzen jeweils eine schwanzähnliche Struktur, an der Histonmodifikationen wie Methylierungen und Acetylierungen stattfinden, die sich auf die Struktur des Chromatins auswirken. Die Nucleosomen sind jeweils durch das Histon-Protein H1 und DNA (bis zu 80 Basenpaare lang) verbunden. Der zentrale Unterschied zwischen Euchromatin und Heterochromatin ist, dass die elektrostatischen Wechselwirkungen zwischen der DNA und den Histonen beim Euchromatin schwächer sind. Daraus resultiert eine lockerere Struktur, sodass die Aktivität von Enzymen, wie z. B. die für die Transkription notwendigen RNA-Polymerasen, erhöht wird. Somit ist ebenso die Aktivität der dort ansässigen Gene größer.

## Funktion und Regulation
Die lockere Struktur des Euchromatins erlaubt es RNA-Polymerasen und regulatorischen Proteinen, an die DNA anzudocken und die Transkription (die Synthese eines RNA-Strangs mit DNA als Vorlage) zu initiieren. Obwohl nicht das gesamte Euchromatin transkribiert wird, ist es eindeutig mit der mehrheitlichen genetischen Aktivität assoziiert. Es besteht deswegen eine direkte Verbindung zwischen der Menge an Euchromatin und der Produktivität einer Zelle.
Euchromatin wird vor allem durch posttranslationale Modifikationen – also durch Veränderungen an Proteinen nach der Translation, der Proteinsynthese – reguliert. Diese geschehen am N-Terminus des Histons vom Nucleosom und werden damit in Verbindung gebracht, entweder beizutragen, dass das Chromatin im lockeren Zustand als Euchromatins verweilt, oder das Chromatin zu modifizieren, in die kondensierte Form, als Heterochromatin, überzugehen. So bewirkt beispielsweise die Acetylierung der Histonen eher eine Auflockerung des Chromatins, während die Methylierung der Histone oder der DNA eher die genetische Aktivität reduzieren.